# Bande de 1 mm
La bande de 1 mm, aussi désignée par la fréquence de 250 GHz, est une bande du service radioamateur destinée à établir des radiocommunications de loisir. Cette bande est utilisable en permanence pour le trafic radio local.

## Bande de1mmdans le monde
- Les bandes de 1 millimètre ou de 1,2 millimètre s'étendent de 241 à 250 GHz[1],[2].
- 241,000 à 248,000 GHz : bande partagée avec d'autres services de radiocommunication. Services d'amateur avec une catégorie de service secondaire[3].
- 248,000 à 250,000 GHz : bande attribuée avec une catégorie de service primaire aux services d'amateur[4],[5].

## Manœuvre d’une station radioamateur
Pour manœuvrer une station radioamateur dans cette bande il est nécessaire de posséder un certificat d'opérateur du service amateur de classe HAREC .

## Répartition de la bande 241 à250GHzen France
| Fréquences en GHz | Utilisations radioamateur et autres services et modes      |
| ----------------- | ---------------------------------------------------------- |
| 241,000 à 248,000 | Radioamateurs tous modes, partagée avec d'autres services. |
| 248,001           | Fréquence d’appel.                                         |
| 248,002 à 250,000 | Radioamateurs tous modes.                                  |

## Antennes
Les antennes les plus utilisées sur cette bande :
- antenne parabolique de petite taille ;
- antenne cornet.

## Propagation locale

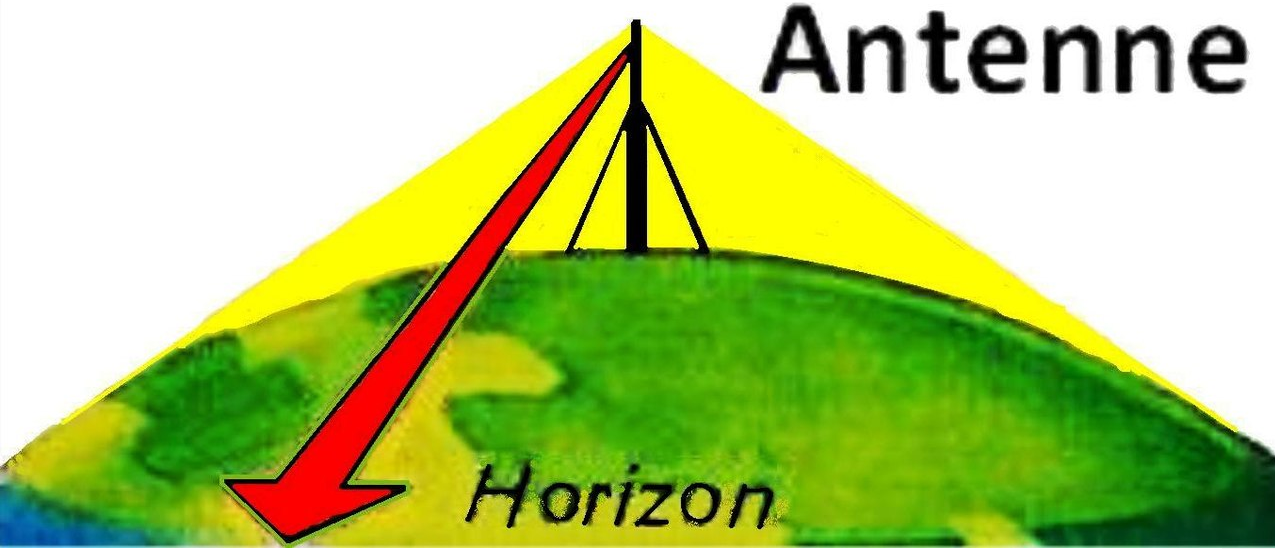
Propagation locale sur la bande EHF.

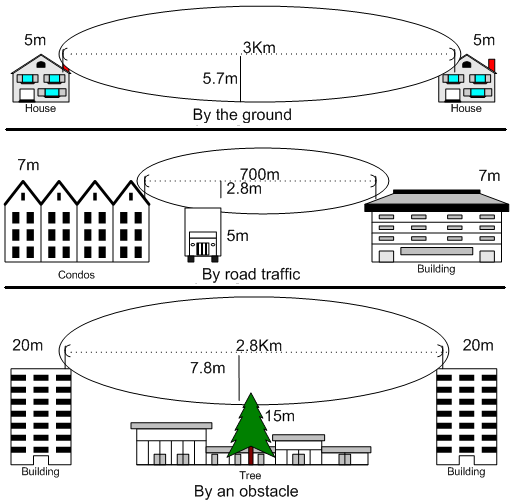
Propagation locale sur la bande EHF

La propagation est dans une zone de réception directe (quelques kilomètres) en partant de l’émetteur. 
- La propagation est comparable à celle d’un rayon lumineux.
- Les obstacles sur le sol prennent une grande importance.

## Propagation au-delà de l’horizon
Cependant on observe des réceptions sporadiques à grande distance :
- très bonnes réflexions sur les aéronefs vers toutes les stations EHF en vue directe de cet aéronef ;
- très bonnes réflexions sur des bâtiments vers toutes les stations EHF en vue directe de ces bâtiments (Tour Eiffel, Tour Montparnasse, etc.) ;
- diffusion sur les nuages de pluie (rain scatter) ;
- diffusion et réfraction atmosphérique en fonction de certaines conditions.